# 金斯福德高地 (印第安納州)
金斯福德高地（英語：Kingsford Heights）是一個位於美國印地安納州拉波特縣的城鎮。

## 人口
根據2010年美國人口普查的數據，金斯福德高地的面積為2.30平方千米，當中陸地面積為2.30平方千米，而水域面積為0.00平方千米。當地共有人口1435人，而人口密度為每平方千米624人。